# Деденев, Михаил Алексеевич
Михаил Алексеевич Деденев (03.11.1721—17.03.1786) — русский военный инженер, гидротехник; действительный тайный советник, сенатор.

## Биография
Родился 3 ноября 1721 года. Его отец был капитаном флота в отставке.
Воспитывался в Сухопутном шляхетском корпусе с 3 июня 1732 по 23 февраля 1743 года. Ещё до окончания курса, как выдающийся ученик, 13 мая 1740 года был назначен помощником преподавателя в фортификационном классе. Был выпущен в армию с чином подпоручика. 
Служил в инженерном ведомстве; в 1758 году, в чине инженер-полковника,состоял при Санкт-Петербургской крепости, а в 1759 году был произведён в генерал-майоры, и ему было вверено управление инженерной чертёжной. В 1765 году он был произведён в генерал-поручики, и ему поручили устройство по собственному проекту, Вышневолоцкой системы, соединяющей Санкт-Петербург с Волгой. Тогда же, с участием Деденева, был прорыт канал, соединяющий Каму с Шексной. В 1768 году Деденев получил назначение присутствовать в Военной коллегии. Одновременно он был главным директором Сясьского канала. В 1771 году Деденев был назначен присутствовать в Сенате, а два года спустя пожалован в действительные тайные советники.
В 1757 году обер-кригс-комиссар Деденев был назначен в комиссию под председательством генерал-аншефа Фермора для рассмотрения состояния российских крепостей. В 1758 году им был составлен проект мостового укрепления Рижской крепости в виде двенадцатиугольного штерншанца. В этом проекте Деденевым разработаны подробно все принципы тепольной системы, которая впоследствии стала известной в сочинениях маркиза Монталамбера. Также Деденев высказывал в своих проектах другой принцип, ставший известным в французской фортификации через несколько десятков лет. Этот принцип заключался в начертании вала независимо от линии рва, что рассматривается, как серьёзная попытка освободить фортификацию из тесных рамок бастионной системы французской школы. Виктор Жерве в Русском биографическом словаре отмечает, что этими двумя принципами Деденев опередил современных ему инженеров, и отводит Деденеву почётное место в истории фортификации.
Умер 17 марта 1786 года. Похоронен на Лазаревском кладбище Александро-Невской лавры.
Сын — Алексей Михайлович (07.02.1754—15.09.1791), полковник Софийского полка, умер от паралича, похоронен на Смоленском православном кладбище.
Дочь — Анна (25.01.1755—01.01.1796).

## Награды
- Орден Святого Александра Невского[5]
- Орден Святой Анны[5]